# Daviscupový tým Kanady

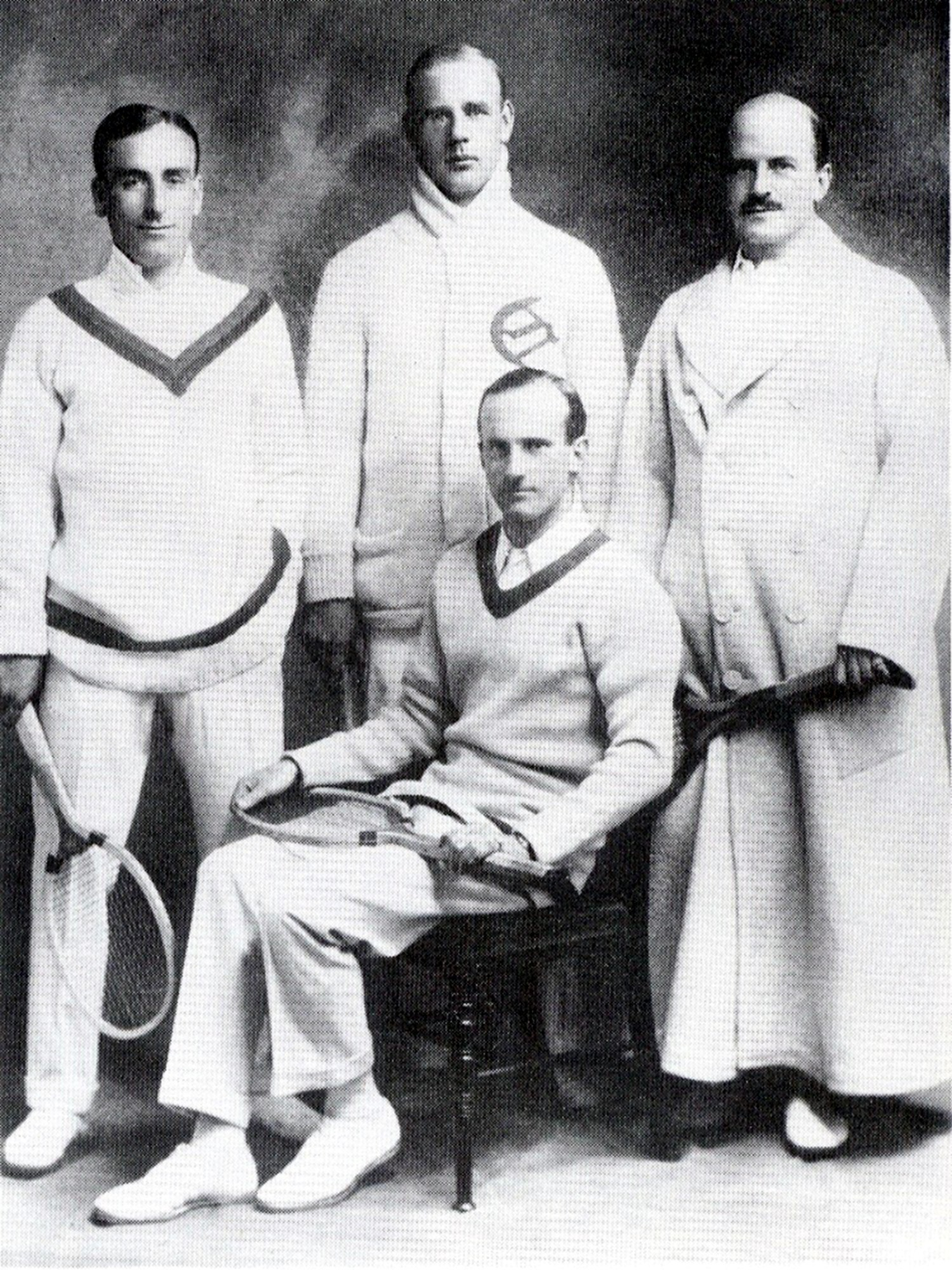
Kanadský tým z ročníku 1913
zleva:Henry George Mayes, Bernie Schwengers (vstoje), Robert Powell (vsedě), and J. F. Foulkes

Daviscupový tým Kanady reprezentuje Kanadu v soutěži od roku 1913 pod vedením národního tenisového svazu Tennis Canada.

## Historie
Hned při svém debutu v soutěži v roce 1913 postoupila Kanada do semifinále, kde podlehla Spojeným státům po výsledku 0–3.
Mezi lety 1921 až 1991 tým ani jednou nehrál Světovou skupinu, resp. nejvyšší úroveň soutěže. V roce 1992 již opět ve Světové skupině prohrál v úvodním kole doma se Švédskem 2–3, přestože po pátku Kanada vedla 2–0. Daniel Nestor porazil v první den Stefana Edberga. Rozhodující třetí bod Švédi získali v pátém zápase, v němž Nestor nestačil na Magnuse Gustafssona v pěti setech.
V roce 2011 Kanada postoupila z 1. skupiny Americké zóny a v úvodním kole Světové skupiny 2012 hostila ve Vancouveru čtvrtou nasazenou Francii, se kterou prohrála 4–1. Jediný bod tehdy uhrál Milos Raonic proti Julienu Benneteau a Kanada musela do baráže, kde narazila na Jihoafrickou republiku, se kterou vyhrála 4-1.
Sezóna ve Světové skupině začala pro Kanadu vítězstvím nad favorizovaným Španělskem, které ale ovšem hrálo bez Rafaela Nadala a Davida Ferrera. Překvapivou výhru Kanady 3-2 zařídili Frank Dancevic a Milos Raonic. následně zvládla roli favoritů proti Itálii a po výhrách Milose Raonice v singlech a Daniela Nestora spolu s Vaskem Pospisilem ve čtyřhře vyhrála 3-1, když se probojovala se do semifinále Davisova poháru poprvé od roku 1913, kdy v soutěži debutovala. V semifinále se nestačili na Srbsko.
Vůbec na první finálovou účast dosáhli Kanaďané v roce 2019, tedy prvním ročníku hraným novým formátem s finálovým turnaje, kam se kvalifikovali výhrou nad Slovenskem. Po výhrách v základní skupině proti Itálii a Spojeným státům přehráli Austrálii a Rusko. V boji o titul nestačili na domácí Španěly.

## Přehled finále: 2 (1–1)
| Výsledek  | Č. | Datum a místo konání                                                                   | Kanaďané                                                                              | Soupeři                                                                                  | Skóre | Zdroj |
| --------- | -- | -------------------------------------------------------------------------------------- | ------------------------------------------------------------------------------------- | ---------------------------------------------------------------------------------------- | ----- | ----- |
| Finalista | 1. | Davis Cup 2019 24. listopadu 2019 Madrid, Španělsko tvrdý (hala), Caja Mágica          | Denis Shapovalov Félix Auger-Aliassime Brayden Schnur Vasek Pospisil                  | Španělsko                                                                                | 0–2   | [ 3 ] |
| Finalista | 1. | Davis Cup 2019 24. listopadu 2019 Madrid, Španělsko tvrdý (hala), Caja Mágica          | Denis Shapovalov Félix Auger-Aliassime Brayden Schnur Vasek Pospisil                  | Rafael Nadal Roberto Bautista Agut Pablo Carreño Busta Feliciano López Marcel Granollers | 0–2   | [ 3 ] |
| Vítěz     | 1. | Davis Cup 2022 27. listopadu 2022 Málaga, Španělsko tvrdý (hala), Martin Carpena Arena | Félix Auger-Aliassime Denis Shapovalov Vasek Pospisil Alexis Galarneau Gabriel Diallo | Austrálie                                                                                | 2–0   | [ 4 ] |
| Vítěz     | 1. | Davis Cup 2022 27. listopadu 2022 Málaga, Španělsko tvrdý (hala), Martin Carpena Arena | Félix Auger-Aliassime Denis Shapovalov Vasek Pospisil Alexis Galarneau Gabriel Diallo | Alex de Minaur Jordan Thompson Thanasi Kokkinakis Max Purcell Matthew Ebden              | 2–0   | [ 4 ] |

## Chronologie výsledků

### 2019–2029
| Rok  | Soutěž                            | Datum         | Místo                 | Povrch     | Soupeř        | Skóre | Výsledek  |
| ---- | --------------------------------- | ------------- | --------------------- | ---------- | ------------- | ----- | --------- |
| 2019 | Kvalifikační kolo                 | 1.–2. února   | Bratislava, Slovensko | antuka (h) | Slovensko     | 3–2   | výhra     |
| 2019 | Finálový turnaj, základní skupina | 18. listopadu | Madrid, Španělsko     | tvrdý (h)  | Itálie        | 2–1   | výhra     |
| 2019 | Finálový turnaj, základní skupina | 19. listopadu | Madrid, Španělsko     | tvrdý (h)  | Spojené státy | 2–1   | výhra     |
| 2019 | Finálový turnaj, čtvrtfinále      | 21. listopadu | Madrid, Španělsko     | tvrdý (h)  | Austrálie     | 2–1   | výhra     |
| 2019 | Finálový turnaj, čtvrtfinále      | 23. listopadu | Madrid, Španělsko     | tvrdý (h)  | Rusko         | 2–1   | výhra     |
| 2019 | Finálový turnaj, finále           | 24. listopadu | Madrid, Španělsko     | tvrdý (h)  | Španělsko     | 0–2   | prohra    |
| 2021 | Finálový turnaj, základní skupina | 25. listopadu | Madrid, Španělsko     | tvrdý (h)  | Švédsko       | 0–3   | prohra    |
| 2021 | Finálový turnaj, základní skupina | 28. listopadu | Madrid, Španělsko     | tvrdý (h)  | Kazachstán    | 0–3   | prohra    |
| 2022 | Kvalifikační kolo                 | 4.–5. března  | Haag, Nizozemí        | antuka (h) | Nizozemsko    | 0–4   | prohra    |
| 2022 | Finálový turnaj, základní skupina | 13. září      | Valencie, Španělsko   | tvrdý (h)  | Jižní Korea   | 2–1   | výhra     |
| 2022 | Finálový turnaj, základní skupina | 16. září      | Valencie, Španělsko   | tvrdý (h)  | Španělsko     | 2–1   | výhra     |
| 2022 | Finálový turnaj, základní skupina | 17. září      | Valencie, Španělsko   | tvrdý (h)  | Srbsko        | 1–2   | prohra    |
| 2022 | Finálový turnaj, čtvrtfinále      | 24. listopadu | Málaga, Španělsko     | tvrdý (h)  | Německo       | 2–1   | výhra     |
| 2022 | Finálový turnaj, semifinále       | 26. listopadu | Málaga, Španělsko     | tvrdý (h)  | Itálie        | 2–1   | výhra     |
| 2022 | Finálový turnaj, finále           | 27. listopadu | Málaga, Španělsko     | tvrdý (h)  | Austrálie     | 2–0   | vítězství |
| 2023 | Finálový turnaj, základní skupina | 13. září      | Bologna, Itálie       | tvrdý (h)  | Itálie        | 3–0   | výhra     |
| 2023 | Finálový turnaj, základní skupina | 14. září      | Bologna, Itálie       | tvrdý (h)  | Švédsko       | 3–0   | výhra     |
| 2023 | Finálový turnaj, základní skupina | 16. září      | Bologna, Itálie       | tvrdý (h)  | Chile         | 2–1   | výhra     |
| 2023 | Finálový turnaj, čtvrtfinále      | 21. listopadu | Málaga, Španělsko     | tvrdý (h)  | Finsko        | 1–2   | prohra    |

## Složení týmu
| Rok  | Členové týmu          | Členové týmu     | Členové týmu     | Členové týmu     |
| ---- | --------------------- | ---------------- | ---------------- | ---------------- |
| 2023 | Félix Auger-Aliassime | Denis Shapovalov | Gabriel Diallo   | Alexis Galarneau |
| 2023 | Milos Raonic          | Vasek Pospisil   | Kelsey Stevenson | —                |